# フランシスコ・フェルナンデス・オチョア
フランシスコ・フェルナンデス・オチョア（Francisco "Paquito" Fernández Ochoa、1950年2月25日 - 2006年11月6日）はスペインの元アルペンスキー選手。マドリード生まれ、マドリード州北部グアダラマ山脈に位置するセルセディーリャ（Cercedilla）で育った。1972年札幌オリンピックで母国に冬季オリンピックで初（かつ史上唯一）の金メダルをもたらした。

## 来歴
オチョアの父親はスキースクールを経営しており、 フランシスコは8人きょうだいの長男である。フランシスコを筆頭にフアン・マヌエル、ブランカ、ルイス、ドロレスの5人がオリンピックに出場し中でもブランカ・フェルナンデス・オチョアは1992年アルベールビルオリンピック女子回転で銅メダルを獲得している。
フランシスコは17歳で1968年グルノーブルオリンピック代表となり滑降38位、大回転38位、回転23位の成績を残した。 
翌1969年1月26日にアルペンスキー・ワールドカップ初出場を果たし6位入賞、1970年アルペンスキー世界選手権では回転、複合ともに9位となった。
1972年札幌オリンピック回転では1本目にラップタイムを奪い、2本目も2位のタイムで優勝、スペイン冬季オリンピック史上初の金メダルを獲得した。
1974年アルペンスキー世界選手権（スイス、サンモリッツ）回転で銅メダルを獲得、またこのシーズンにワールドカップ初勝利をあげた。1976年インスブルックオリンピックでは滑降35位、大回転24位、回転9位、1980年レークプラシッドオリンピックでは滑降27位、大回転、回転ともに22位だった。 
1979-1980シーズンを最後に現役を引退した。
1973年9月に結婚、3人の子供に恵まれた。現役を退いた後は事業を興し、マドリード市内でスポーツ用品店を2店舗経営するほかスペインスキー連盟、スペインオリンピック委員会、さらには国際スキー連盟の委員を務めるなどした。2006年11月6日、癌のため死去。

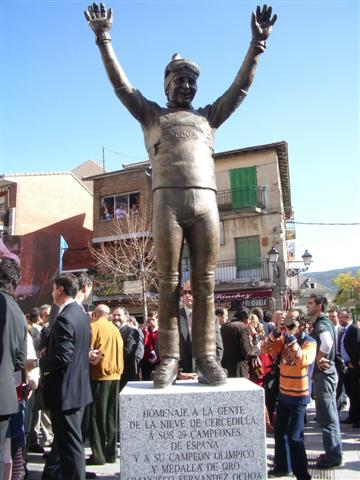
セルセディーリャに建てられたフランシスコ・フェルナンデス・オチョアの銅像